# Sanmenská jaderná elektrárna
Sanmenská jaderná elektrárna (čínsky 三门核电站) je provozní jadernou elektrárnou ve východní Číně. Nachází na pobřeží Východočínského moře v okrese San-men, který je součástí městské prefektury Tchaj-čou v provincii Če-ťiang. Jde o první jadernou elektrárnu, kde byly uvedeny do provozu americké jaderné tlakovodní reaktory AP1000 od Westinghouse Electric Company.

## Historie a technické informace

### Počátky
Kontrakt pro výstavbu jaderné elektrárny byl podepsán v červenci 2007. Oznámení o zahájení projektu přišlo zhruba dvanáct měsíců poté, co Westinghouse vyhrál tender nad ostatními společnostmi. V době výhry Westinghouse Electric Company ovládala japonská Toshiba. Vybrány byly dvousmyčkové tlakovodní reaktory AP1000. 
Cena prvního páru reaktorů byla odhadnuta na 32,4 miliardy jüanů, pozdější odhady v roce 2013 uváděly 40,1 miliardy jüanů. Konečná suma však činila přes 50 miliard jüanů.

### Výstavba
Výkopové práce pro první a druhý blok započaly dne 26. února 2008. Výkopy byly dokončeny již v září 2008, čímž vznikl náskok 67 dní. Výstavba prvního bloku byla zahájena dne 19. dubna 2009, kdy bylo do základů nalito prvních 5 200 metrů krychlových betonu. První beton pro druhý blok byl vylit 15. prosince 2009. V červnu 2014 dokončila společnost China First Heavy Industries první tlakovou nádobu reaktoru AP1000.
Původně se počítalo se zahájením provozu bloků v letech 2014 a 2015. V dubnu 2015 se pro oba bloky počítalo s rokem zahájení provozu v roce 2016. O měsíc později bylo datum zahájení posunuto na rok 2017. V lednu 2017 Čínská národní jaderná korporace (CNNC) oznámila, že bylo instalováno poslední hlavní cirkulační čerpadlo primárního okruhu a uvedení do provozu je stále naplánováno na rok 2017. V březnu 2018 byly v prvním bloku dokončeny veškeré bezpečnostní kontroly, ale jeho připojení k síti se očekávalo nejdříve na podzim roku 2018. Horké testování prvního bloku bylo dokončeno v červnu 2017 a zavážení paliva začalo 25. dubna 2018. Následně se tento blok stal prvním s reaktorem AP1000 na světě, který dosáhl první kritičnosti ve 2:09 tamního času dne 21. června 2018 a k síti byl připojen 30. června 2018. Komerční provoz prvního bloku nastal dne 21. září 2018.
Druhý blok dosáhl poprvé kritičnosti dne 17. srpna 2018 a k síti byl připojen 24. srpna 2018. Demonstrační testování pod plným výkonem bylo dokončeno 5. listopadu 2018. Komerční provoz byl zahájen ve stejný den.
V březnu 2019 byl druhý blok zastaven kvůli poruše hlavního cirkulačního čerpadla na jednom z okruhů. Následně bylo ze Spojených států odesláno čerpadlo náhradní. U těchto čerpadel byl znám problém s kvalitou lopatek, který se projevil v Sanmenu.
Výstavba třetího bloku byla zahájena dne 28. června 2022. Blok čtyři následoval dne 22. března 2023. Jedná se o technologicky shodné reaktory CAP1000, které vznikly v Číně na základě amerických AP1000. Hrubý výkon zůstal stejný. Rozdíl spočívá v elektrických generátorech. 
Původně bylo zvažováno vybudovat bloky pět a šest typu AP1000 (později CAP1000). Rozhodnutí bylo přehodnoceno v prospěch reaktorů Hualong One. Neexistují však žádné konkrétní plány a harmonogramy, kdy mají být reaktory postaveny.

## Informace o reaktorech
| Reaktor  | Typ reaktoru | Výkon   | Výkon   | Zahájení výstavby | Dokončení   | Připojení k síti | Uvedení do provozu | Uzavření |
| Reaktor  | Typ reaktoru | Čistý   | Hrubý   | Zahájení výstavby | Dokončení   | Připojení k síti | Uvedení do provozu | Uzavření |
| -------- | ------------ | ------- | ------- | ----------------- | ----------- | ---------------- | ------------------ | -------- |
| Sanmen-1 | AP1000       | 1157 MW | 1251 MW | 19. 4. 2009       | 21. 6. 2018 | 30. 6. 2018      | 21. 9. 2018        |          |
| Sanmen-2 | AP1000       | 1157 MW | 1251 MW | 15. 12. 2009      | 17. 8. 2018 | 24. 8. 2018      | 5. 11. 2018        |          |
| Sanmen-3 | CAP1000      | 1163 MW | 1251 MW | 28. 6. 2022       | 2027        |                  |                    |          |
| Sanmen-4 | CAP1000      | 1163 MW | 1251 MW | 22. 3. 2023       | 2028        |                  |                    |          |
| Sanmen-5 | Hualong One  |         |         | V rezervě         |             |                  |                    |          |
| Sanmen-6 | Hualong One  |         |         | V rezervě         |             |                  |                    |          |